# Maria Pacôme
Simonne "Maria" Pacôme, född 18 juli 1923 i Paris, död 1 december 2018 i Ballainvilliers, Île-de-France, var en fransk skådespelerska och dramatiker.

## Roller i urval
- 1959 – Vill du dansa med mej?
- 1964 – Den stora lilla kuppen
- 1964 – Moralens väktare i S:t Tropez
- 1965 – Mannen från Hong-Kong
- 1966 – Charmören
- 1970 – Le Distrait
- 1975 – Killen är kall - annars inga problem
- 1980 – Dumskallarna
- 1992 – Krisen